# Litago (kommunhuvudort)
Litago är en kommunhuvudort i Spanien.   Den ligger i provinsen Provincia de Zaragoza och regionen Aragonien, i den nordöstra delen av landet, 220 km nordost om huvudstaden Madrid. Litago ligger 790 meter över havet och antalet invånare är 192.
Terrängen runt Litago är kuperad åt nordost, men åt sydväst är den bergig.Runt Litago är det mycket glesbefolkat, med 2 invånare per kvadratkilometer. Närmaste större samhälle är Tarazona, 10,3 km norr om Litago. I omgivningarna runt Litago växer i huvudsak blandskog.